# Bautino
Bautino (Баутино) – osiedle typu miejskiego w Kazachstanie (obwód mangystauski), port nad Morzem Kaspijskim, na półwyspie Mangystau, nad zatoką Bautino przy przylądku Tüpkaragan. W czasach Imperium Rosyjskiego na cześć cara Mikołaja nazwane Nikołajewsk. Położone w bezpośrednim sąsiedztwie (około 3 km na północ) od miasta Fort Szewczenko.